# Кравцов, Алексей Иванович
Алексей Иванович Кравцов (1910 — 1980) — доктор геолого-минералогических наук, профессор, директор МГРИ (1949—1956), заведующий кафедрой горючих ископаемых МГРИ. Специалист в области геологии горючих ископаемых.

## Биография
Родился в 1910-м году в станице Гундоровская, в семье крестьянина. С 1926-го по 1930-й работал горнорабочим в шахтах. С 1930-го по 1935 год учился в МГРИ. В 1949 году защитил докторскую диссертацию и был назначен директором МГРИ.
С 1966 года под руководством А. И. Кравцова начинается изучение газоносности углей и газообильности горных выработок шахт на Дальнем Востоке.

## Публикации
- Кравцов А. И., Бакалдина А. П. Геология //М.: Недра. — 1979.
- Горючие полезные ископаемые : [Учеб. пособие] / А. И. Кравцов. - М. : МГРИ, 1982 (вып. дан. 1983). - 80 с. : ил.; 20 см.
- 3-томная «Газоносность угольных месторождений СССР» под редакцией А. И. Кравцова (1979—1980)
- Кравцов А. И. О геохимии природных газов // Труды МГРИ. Т. XXXIII, 1958. — С. 101—106.
- Кравиов А. И. Геология и геохимия природных газов угольных месторождений Осадконакопление и генезис углей карбона СССР. — М.: Наука, 1971. — С. 276.